# Sideroxylon occidentale
Sideroxylon occidentale är en tvåhjärtbladig växtart som först beskrevs av William Botting Hemsley, och fick sitt nu gällande namn av Terence Dale Pennington. Sideroxylon occidentale ingår i släktet Sideroxylon och familjen Sapotaceae. Inga underarter finns listade i Catalogue of Life.